# NGC 943
NGC 943 is een (waarschijnlijk) elliptisch sterrenstelsel in het sterrenbeeld Walvis. Het hemelobject werd in 1886 ontdekt door de Amerikaanse astronoom Frank Muller.

## Synoniemen
- PGC 9459
- MCG -2-7-19
- VV 217
- Arp 309